# Billy-sous-Mangiennes
Billy-sous-Mangiennes é uma comuna francesa na região administrativa de Grande Leste, no departamento de Meuse. Estende-se por uma área de 24,66 km². Em 2010 a comuna tinha 374 habitantes (densidade: 15,2 hab./km²).